# I Can Hear the Sea
I Can Hear the Sea (海がきこえる, Umi ga Kikoeru), ook bekend als Ocean Waves, is een anime-televisiefilm van Studio Ghibli. De film werd geregisseerd door Tomomi Mochizuki, en is gebaseerd op de gelijknamige roman van Saeko Himuro.

## Verhaal
De film begint wanneer de 17-jarige scholier Rikako Mutō (武藤里伽子 Mutō Rikako) vanuit Tokio naar Kōchi, op het eiland Shikoku, komt. Ze komt hier in een nieuwe school, waar ze de twee vrienden Taku Morisaki (杜崎拓 Morisaki Taku) en Yutaka Matsuno (松野豊 Matsuno Yutaka) leert kennen. Beide jongens worden verliefd op haar, wat leidt tot een gespannen driehoeksverhouding.
Rikako heeft vanwege haar arrogante houding moeite te integreren in de nieuwe klas. Ze is ook erg onzeker, vooral vanwege de scheiding van haar ouders. Haar enige echte vriend wordt Yumi Kohama (小浜祐美 Kohama Yumi).

## Cast
| Acteur         | Personage         |
| -------------- | ----------------- |
| Taku Morisaki  | Nobuo Tobita      |
| Yutaka Matsuno | Toshihiko Seki    |
| Rikako Muto    | Yoko Sakamoto     |
| Yumi Kohama    | Kae Araki         |
| Akiko Shimizu  | Shimizu Akiko     |
| Okada          | Jun'ichi Kanemaru |

## Achtergrond
De productie van de film werd overzien door Studio Ghibli, maar veel van het tekenwerk gebeurde met behulp van J.C.Staff, Madhouse Studios, en Oh! Production, die in het verleden ook al met Ghibli hadden samengewerkt.
Umi ga Kikoeru was eerste film van Studio Ghibli die niet werd geregisseerd door Hayao Miyazaki of Isao Takahata. Tomomi Mochizuki regisseerde de film. De film was een poging van Studio Ghibli om een film te laten maken door enkel de jonge staffleden van de studio. Het motto was om “snel, goedkoop, en met kwaliteit” te produceren. De film ging echter zowel over het budget als over de tijdsplanning heen.